# Окленд-Парк
Окленд-Парк (англ. Oakland Park) — місто (англ. city) в США, в окрузі Бровард на південному сході штату Флорида, на узбережжі Атлантичного океану. Населення — 44 229 осіб (2020). Місто входить до агломерації Форт-Лодердейл-Помпано-Біч-Дірфілд-Біч з населенням 1 766 476 осіб (2009 рік), що є підагломерацією Маямі-Форт-Лодердейл-Помпано-Біч із загальним населенням 5 547 051 особа (2009 рік).
Початково місцевість й місто утворене 1925 року називалося Флоранада. Але 1926 року після зпустошуючого урагану 1926 року місто збанкрутувало й було скасоване. 1929 року тут відродилося місто, але під сучасною назвою.

## Географія
Окленд-Парк розташований за координатами 26°10′40″ пн. ш. 80°9′10″ зх. д. / 26.17778° пн. ш. 80.15278° зх. д. (26.177865, -80.152660).  За даними Бюро перепису населення США в 2010 році місто мало площу 21,09 км², з яких 19,32 км² — суходіл та 1,77 км² — водойми.

## Демографія
Згідно з переписом 2010 року, у місті мешкали 41 363 особи в 17 499 домогосподарствах у складі 8930 родин. Густота населення становила 1961 особа/км².  Було 20076 помешкань (952/км²).
Расовий склад населення:
| - 62,6 % — білих - 25,6 % — чорних або афроамериканців - 2,0 % — азіатів - 0,3 % — корінних американців - 0,1 % — вихідців з тихоокеанських островів - 5,9 % — осіб інших рас |

До двох чи більше рас належало 3,5 %. Частка іспаномовних становила 25,6 % від усіх жителів.
За віковим діапазоном населення розподілялося таким чином: 20,1 % — особи молодші 18 років, 70,2 % — особи у віці 18—64 років, 9,7 % — особи у віці 65 років та старші. Медіана віку мешканця становила 38,8 року. На 100 осіб жіночої статі у місті припадало 115,1 чоловіків;  на 100 жінок у віці від 18 років та старших — 117,5 чоловіків також старших 18 років.
Середній дохід на одне домашнє господарство  становив 57 509 доларів США (медіана — 45 357), а середній дохід на одну сім'ю — 59 413 долари (медіана — 48 423). Медіана доходів становила 40 675 доларів для чоловіків та 32 370 доларів для жінок. За межею бідності перебувало 20,2 % осіб, у тому числі 29,8 % дітей у віці до 18 років та 13,7 % осіб у віці 65 років та старших.
Цивільне працевлаштоване населення становило 22 610 осіб. Основні галузі зайнятості: освіта, охорона здоров'я та соціальна допомога — 17,9 %, мистецтво, розваги та відпочинок — 16,9 %, роздрібна торгівля — 14,5 %, науковці, спеціалісти, менеджери — 13,3 %.